# Take to the mountains
Take to the mountains is een single van Richard Barnes. Het is afkomstig van zijn album Richard Barnes. Het zou zijn enige succesvolle single worden in Nederland en België, een eendagsvlieg dus. In Engeland had hij nog een hitje met Go north. Het moet een wat teleurstellend resultaat geweest zijn gezien de combinatie componist en muziekproducent. Tony Hazzard had hits met The Hollies, Manfred Mann (Ha! Ha! Said the clown), Lulu, The Yardbirds en vele anderen. Gerry Bron zou baas worden van Bronze Records, maar begeleidde eerder (ook) Manfred Mann en vooral het steviger werk als Hawkwind, Uriah Heep en als uiterste Motörhead. Bron was echter ook betrokken bij Gene Pitneys Something's gotten hold of my heart.
Take to the mountains verscheen ook in het Duits: Heute sind es keine Träume.

## Hitnotering
In Engeland haalde het in zes weken notering de 35e plaats in de Top 50.

### Nederlandse Top 40
| Positie: | 25 | 16 | 15 | 18 | 25 | 38 | uit |

### NederlandseDaverende 30
| Positie: | 26 | 16 | 11 | 15 | 26 | uit |

### BelgischeBRT Top 30
| Positie: | 30 | 26 | 24 | uit |

### VlaamseUltratop 30
| Positie: | 29 | uit |

### NPO Radio 2 Top 2000
Take to the mountains stond alleen in 2000 in de NPO Radio 2 Top 2000, op plek 1863.